# Gianfranco Chiarini
Gianfranco Chiarini (n. 8 ianuarie 1966, Ferrara, Italia) este un bucătar-șef italian, vedetă de televiziune și șef de restaurant. Chiarini este, cu siguranță, unul dintre cei mai cunoscuți bucătari italieni la nivel mondial. Imaginea sa și stilul său culinar sunt foarte cunoscute pe mai multe continente, în special în țările vorbitoare de limba arabă din Orientul Mijlociu și din Africa de Nord. Este cunoscut ca fiind primul bucătar vest-european celebru și ca ambasador al bucătăriei italiene nouvelle în aceste țări; reputația sa de reformator al bucătăriei italiene evoluează constant.
Ceea ce îl diferențiază și, în același timp, îl evidențiază față de alți bucătari sunt o serie de activități multi-disciplinare în lumea culinară. Cariera sa care cuprinde mai multe aspecte i-a permis o diversitate în lumea culinară, de la restaurantele Michelin, la liniile de croazieră, hoteluri de lux, stațiuni, șef de restaurant, bucătar consultant, bucătar de televiziune, bucătar pentru casele regale. Totodată, Chiarini a fost cercetător pentru companiile producătoare de alimente din Europa, Orientul Mijlociu și Africa, maestru-bucătar în știința alimentară, profesor și autor de cărți. În plus, Chiarini vorbește fluent șapte limbi: engleză, italiană, spaniolă, franceză, portugheză, germană și arabă. Această varietate de cunoștințe l-a transformat într-un bucătar intercultural și i-a permis să depășească granițele fizice și culinare ale mai multor state .

## Copilăria
Gianfranco Chiarini s-a născut în orașul Ferrara, în Italia și a crescut într-un mediu multicultural având origini italiano-columbiene. Copilăria și-a petrecut-o între Italia, Venezula și Statele Unite ale Americii. Tatăl său, Luciano Chiarini Toselli, a avut o carieră în marketing și publicitate la Young and Rubicam, iar în prezent conduce cu succes o firmă de consultanță în marketing. Mama sa, Leonor Gonzales de Chiarini, a fost dansatoare de balet clasic și flamenco și a devenit designer interior după ce un accident de mașină i-a curmat cariera de dansatoare. La vârsta de 16 ani, Gianfranco a plecat de acasă pentru a-și urma propriile visuri.

## Viața personală
La 7 septembrie 2010, Gianfranco s-a căsătorit cu Anna Kinga Jarosławska, acum cu numele Anna Chiarini, licențiată în media și literatură italiană la Universitatea Hamburg, Germania. Anna este născută la Słupsk, Polonia. Cuplul deține, în parteneriat, o companie de consultanță culinară, care include o divizie de export import prin care cei doi comercializează la nivel internațional produse D.O.P. (Denumire de Origine Protejată) și D.O.C. (Denumire de Origine Controlată) precum cafea, paste, pesto, vinuri, brânzeturi, dar și alte produse. Cei doi locuiesc în prezent în Hamburg, Germania. Deși nu este reședința definitivă, Hamburg reprezintă sediul central pentru afacerile lor.

## Cariera muzicală
Chiarini a început să cânte de timpuriu, mai întâi fiind cântăreț de rock în pub-uri și localuri de noapte în deschiderea unor trupe americane de rock. S-a plictisit însă de muzica rock și a decis să exploateze originea sa latino. A devenit cântăreț de muzică latino și a câștigat un premiu muzical alături de trupa de salsa Barranco Mix. Trupa a fost extrem de cunoscută în țările vorbitoare de limbă engleză și spaniolă din Europa și de pe continentul American.
Trupa a cântat în spectacolul lui Johnny Canales din Corpus Christi, Texas, alături de legendara regină a muzicii tejano, Selena, dar și cu trupa contemporană Maná. Barranco a cântat și în deschiderea festivalului Feria de Cali din Columbia, unde au cântat multe dintre numele celebre ale muzicii de salsa. În anul 1994, trupa a obținut trei premii Ronda echivalentul premiilor Grammy pentru muzica latină. Trupa a primit premii pentru cea mai bună producție muzicală, cea mai bună trupă tânără și pentru  trupa cu cele mai bune vânzări. Grupul a obținut și un dublu premiu de platină pentru vânzări de peste un milion de copii în Columbia, Mexic și Venezuela.
Trupa a avut contracte de înregistrări cu casa de discuri Polygram Latino pentru Statele Unite ale Americii și America de Nord, Sonografica pentru Venezuela și cu Tele 5 pentru Spania și restul Europei. Chiarini a fost unul dintre vocalii trupei în perioada 1993-1996, perioadă după care a decis că avusese suficientă faimă și viață palpitantă în industria muzicală. A renunțat la cariera muzicală și a început pregătirea pentru cariera de bucătar, carieră pe care o prețuia foarte mult.

## Cariera culinară timpurie
În 1896, tânărul Chiarini s-a înscris la „Instituto de Alta Gastronomia” (Institutul de Artă Culinară) din Caracas Venezuela, care ulterior a fost închis ca urmare a instabilității politice din țară. În această perioadă, Chiarini a studiat și a lucrat în diverse restaurante, și a descoperit că pasiunea pentru gătit avea să devină profesia sa .
Succesul pe scena muzicii latine i-a permis să aibă resursele financiare necesare pentru a obține o carieră în domeniul culinar. În 1996 a decis să revină în Statele Unite ale Americii unde s-a înscris la „Pittsburgh Culinary Institute” (Institutul Culinar din Pittsburgh), o filială a „Culinary Institute of America” (Institutul Culinar American) și a renumitului „Le Cordon Bleu”. Aici și-a petrecut viața între experiența practică din restaurante și studiile culinare. În această perioadă a lucrat în restaurante precum „The Ohio Brewery” și „Alberini’s”. La acesta din urmă a fost ospătar și bucătar, împărțindu-și sfârșitul de săptămână între a învăța tehnicile unei mese festive, de la cea din spatele casei până la cea din sala de bal.
După ce a obținut diploma de la „Pittsburgh Culinary Institute” s-a mutat în Franța, cea mai competitivă regiune culinară a lumii. Abilitatea lui Chiarini de a executa mai multe sarcini deodată, de a învăța și asimila într-un timp foarte scurt, dar și spiritul său ambițios l-au determinat să se înscrie la „Le Cordon Bleu Paris”, una dintre cele mai prestigioase și mai ambițioase școli culinare din Europa.
În perioada studiilor de la „Le Cordon Bleu Paris” a lucrat sub îndrumarea unor maeștri precum Alain Dutournier, bucătarul și patronul „Carré des Feuillants Restaurant” (** stele Michelin), iar ulterior, pe când se afla la Roma, a lucrat sub îndrumarea enigmaticului bucătar-șef Heinz Beck la „La Pergola Ristorante” (*** stele Michelin). În Ferrara a lucrat în restaurante de top precum „Antichi Sapori” și „Hostaria Savonarola”. Mutarea a devenit iminentă în momentul în care „The Pirsch Mühle” (* stea Michelin), situat în Germania, i-a oferit șansa de a prelua conducerea bucătăriei împreună patronul S. Leypold.

## Cariera profesională
Odată cu începerea noului mileniu, Chiarini a dorit o nouă provocare în procesul de învățare și predare. S-a mutat în Orientul Mijlociu și a început să lucreze la hotelurile Intercontinental din Oman. În această perioadă, parte din timpul său a fost dedicată consultanței de afaceri pentru „Al Bustan Palace” și pentru „Shangri-La Hotels”. Mai târziu s-a mutat în Bahrein unde a dezvoltat concepte culinare pentru „Mövenpick” și hotelurile „Marriott”. Următoarea sa țintă a fost Kuweitul unde s-a implicat complet în activitatea sa culinară ca bucătar-șef la „Marriott Hotels”. Acolo s-a ocupat de principala proprietate a lanțului hotelier: „Courtyard Deluxe Edition”. Chiarini a dezvoltat și a ridicat la un nou nivel brandul și categoria restaurantului italian „Il Forno”, restaurant cu specific nord-italian. În perioada în care a lucrat la Mariott, a înființat două renumite „Lanțuri de Rotisseeurs”.
Pe când s-a aflat în Kuweit, Chiarini a dezvoltat o strânsă relație de prietenie cu șeicul Jaber Al-Ahmad Al-Jaber Al-Sabah pentru a cărui familie a creat cine exotice. Odată cu difuzarea unei emisiuni culinare la postul Al Rai TV a devenit cunoscut și în lumea televiziunii. Chiarini a participat la peste 50 de demonstrații culinare în care a prezentat comunității din Golful Persic adevărata bucătărie europeană la un nivel mult mai personal. Chiarini consideră Kuwietul drept țara sa preferată din regiunea Golfului.
Călătoria culinară a lui Chiarini a continuat, iar pe harta sa s-au adăugat state europene precum Spania, Marea Britanie și Irlanda, dar și țări din Africa, Asia, Australia, Noua Zeelandă și Oceania. În Africa a lucrat ca bucătar-șef pentru lanțul hotelier „Starwood” într-una dintre cele mai luxoase și elegante proprietăți din Africa de Est „Sheraton Addis”, parte din hotelurile „Luxury Collection of Starwood”. Ethiopia este cunoscută ca fiind capitala politică a Africii și, din această cauză, a fost evident că Chiarini avea să întâlnească o parte dintre cei mai proeminenți oameni politici ai acestui secol, atât locali, cât și internaționali.
A servit pentru personalități precum cel de-al 39-lea președinte american Jimmy Carter și prima doamnă Rosalynn Carter, pentru președintele Israelului Shimon Peres, pentru președinții Uniunii Africii printre care ex-președintele Egiptului Hosni Mubarak. Perioada petrecută în Asia l-a îndemnat să călătorească pe tot continentul absorbind arta culinară, ceea ce l-a ajutat să aprecieze și să înțeleagă mai bine cultura asiatică. State precum China, Korea, Cambodia, Vietnam, Thailanda, Malaysia, Singapore și Philippines au fost o sursă imensă de informație culinară, dar i-au adus și o experiență uimitoare.
Odată ajuns în Australia, New Zealand și Oceania, renumele bucătarului-șef s-a extins rapid și neașteptat ca urmare a impactului provocat de prima sa carte pe acest continent „The New Renaissance of Italian Fusion Cuisine 1.0” (Noua renaștere a bucătăriei italiene de fuziune), a obținut primul pol, împreună cu cartea de bucate de la Noma (cel mai bun restaurant din lume). În Australia impactul a fost perceput ca nevoia și aprecierea acestui continent față de arta culinară italiană de vârf. Renumita autoritate în materie de mâncare, vinuri și călătorii Visitvineyards.com Arhivat în 17 iulie 2011, la Wayback Machine. a plasat cartea lui Chiarini pe prima poziție în topul celor mai bune 12 cărți culinare ale anului 2010-2011.
De curând, în ianuarie 2011, Chiarini a fost invitatul principal al „jet set magazine 8 (Thamāniya)” din Arabia Saudită. Revista aparține Prințesei Amira al-Taweel și Prințului saudit Al-Waleed bin Talal. Totodată, Chiarini a participat și la evenimentele dedicate promovării cărții sale în Orientul Mijlociu.

## Cartea
Cartea lui Chiarini “The New Renaissance of Italian Fusion Cuisine 1.0”. conține rețete care combină creativitatea culinară italiană cu frumusețea ținuturilor exotice străine. O parte dintre țările ale căror bucătării sunt „amestecate ” în carte sunt Japonia, Anglia, Franța, Polonia, Korea, Venezuela, Columbia, Puerto Rico, Kuweit, Liban, Africa de Sud, Ghana și Spania - numi dacă numim doar câteva.
Atunci când a realizat cartea “The New Renaissance of Italian Fusion Cuisine 1.0”, scopul inițial al autorului a fost să ofere un tribut influențelor bucătăriei italiene asupra celorlalte bucătării ale lumii, dar și influențele suferite de aceasta. Chiarini a vrut să îi prezinte și pe noii clasici bucătăriei italiene. Și asta pentru că autorul a observat că bucatele italiene s-au bucurat de o mare popularitate în decursul anilor, dar popularitate care ulterior a stagnat.

#### Pagini de internet oficiale
- Pagina de internet oficială a bucătarului-șef Gianfranco Chiarini: http://www.executivechefgianfrancochiarini.com Arhivat în 2 februarie 2011, la Wayback Machine.
- Blogul bucătarului-șef Gianfranco Chiarini: http://executivechefgianfrancochiarini.blogspot.com

## Articole din reviste
- http://www.inabbondanza.com/journal/2008/9/1/an-interview-with-master-italian-chef-gianfranco-chiarini.html Arhivat în 8 martie 2011, la Wayback Machine.
- http://www.eluniversal.com.mx/articulos/51062.html Arhivat în 22 iulie 2011, la Wayback Machine.
- https://www.visitvineyards.com/italy/italy/food/books-guides-food/wine-food-travel-book-reviews/book-review-the-new-renaissance-of-italian-fusion-cuisine-1-0-gianfranco-chiarini Arhivat în 1 decembrie 2011, la Wayback Machine.
- http://www.prismanews.net/cucina/quando-la-cucina-diventa-poesia-intervista-a-gianfranco-chiarini.html Arhivat în 29 decembrie 2010, la Wayback Machine.
- http://taborsky.denik.cz/zpravy_region/kuchar-s-hvezdou-navstivil-tabor20101112.html
- http://www.liveinstylemagazine.co.uk/digitaledition/#/November%202010%20%7C%20Issue%208/48 Arhivat în 18 octombrie 2010, la Wayback Machine.
- http://textosensutinta.blogspot.com/2010/07/gianfranco-chiarini.html